# Hallenmasters Winterthur 2006

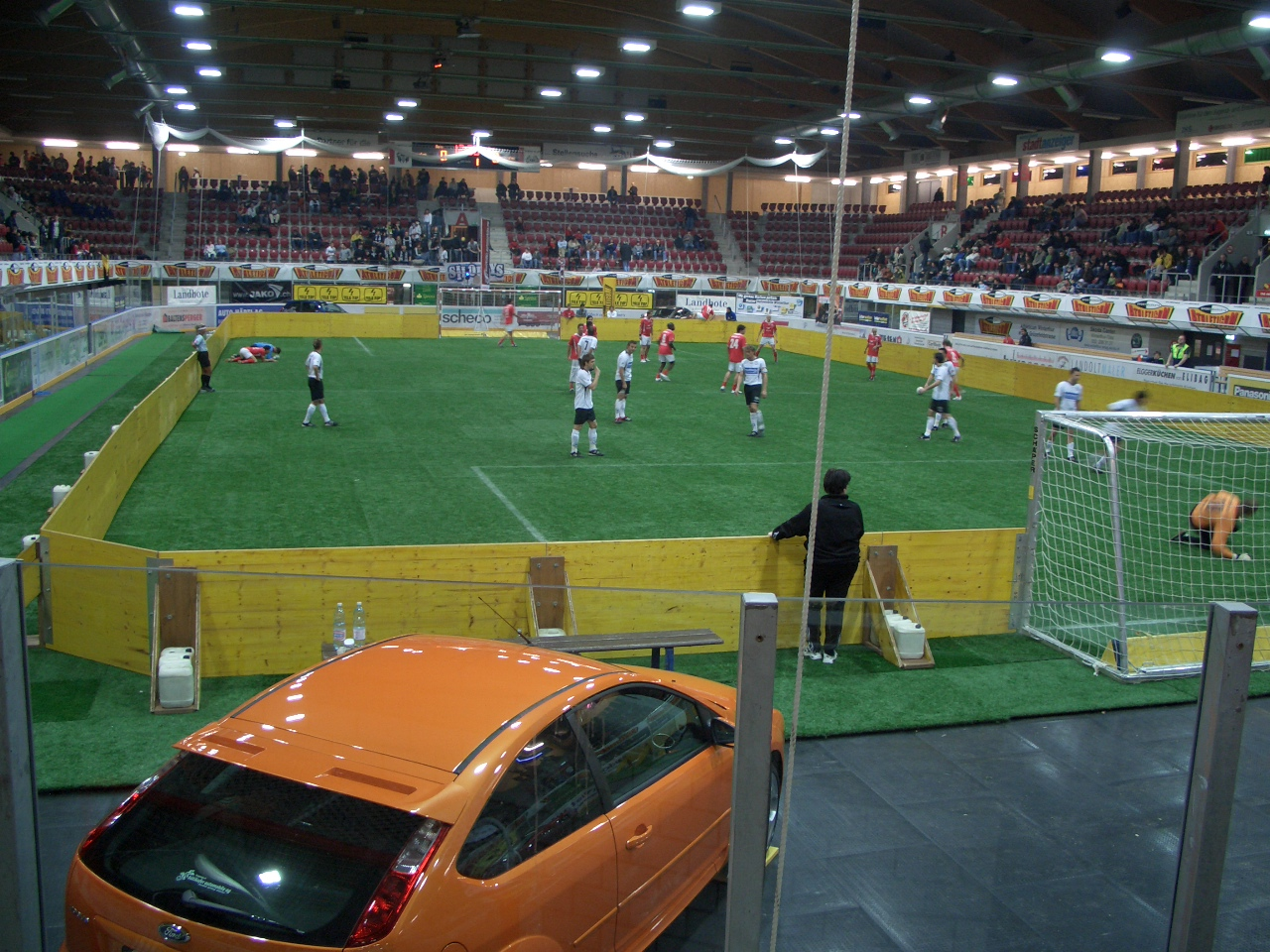
FC Winterthur und FC Wil beim einwärmen vor dem Spiel

Die Hallenmasters 2006 war die erste Austragung der Hallenmasters in Winterthur. Sieger der von rund 1'000 Zuschauern besuchten Erstausgabe des Profiturniers war der Lokalmatador FC Winterthur, bei den Frauen konnte sich der FFC Seebach den Turnierpokal holen.

## Männer

### Teilnehmer
- SCR Altach (Erste Liga)
- SC YF Juventus Zürich (Challenge League)
- FC Schaffhausen (Super League)
- FC St. Gallen (Super League)
- FC Winterthur (Challenge League)
- FC Wil (Challenge League)

### Gruppe A
|                 | Ergebnis |                       |
| --------------- | -------- | --------------------- |
| FC Schaffhausen | 5:2      | SC YF Juventus Zürich |
| SCR Altach      | 4:3      | FC Schaffhausen       |
| SCR Altach      | 5:2      | SC YF Juventus Zürich |

### Gruppe B
|               | Ergebnis |               |
| ------------- | -------- | ------------- |
| FC Winterthur | 4:3      | FC St. Gallen |
| FC Wil        | 5:1      | FC St. Gallen |
| FC Winterthur | 4:1      | FC Wil        |

### Halbfinale
|               | Ergebnis |                 |
| ------------- | -------- | --------------- |
| SCR Altach    | 6:5      | FC Wil          |
| FC Winterthur | 8:4      | FC Schaffhausen |

### Finale
|               | Ergebnis |            |
| ------------- | -------- | ---------- |
| FC Winterthur | 3:1      | SCR Altach |

### Spiel um Platz 3
|                 | Ergebnis |        |
| --------------- | -------- | ------ |
| FC Schaffhausen | 3:2      | FC Wil |

### Spiel um Platz 5
|               | Ergebnis |                       |
| ------------- | -------- | --------------------- |
| FC St. Gallen | 3:2      | SC YF Juventus Zürich |

## Frauen

### Teilnehmer
- FC Bülach (Nationalliga B)
- FC Diepoldsau (3. Liga)
- FC Egg (3. Liga)
- FC Schlieren (1. Liga)
- FFC Seebach (Nationalliga A)
- FC Seuzach (3. Liga)
- SC Veltheim (2. Liga)
- FC Wiesendangen (2. Liga)

### Gruppe A
|             | Ergebnis |             |
| ----------- | -------- | ----------- |
| FC Bülach   | 0:0      | FFC Seebach |
| FC Seuzach  | 1:1      | FC Egg      |
| FC Bülach   | 2:1      | FC Seuzach  |
| FFC Seebach | 2:1      | FC Egg      |
| FC Bülach   | 4:0      | FC Egg      |
| FFC Seebach | 3:0      | FC Seuzach  |

### Gruppe B
|                 | Ergebnis |                 |
| --------------- | -------- | --------------- |
| FC Schlieren    | 4:3      | SC Veltheim     |
| FC Wiesendangen | 2:2      | FC Diepoldsau   |
| FC Schlieren    | 6:0      | FC Wiesendangen |
| FC Diepoldsau   | 2:0      | SC Veltheim     |
| FC Schlieren    | 3:0      | FC Diepoldsau   |
| FC Wiesendangen | 1:0      | SC Veltheim     |

### Halbfinale
|              | Ergebnis |               |
| ------------ | -------- | ------------- |
| FC Bülach    | 3:1      | FC Diepoldsau |
| FC Schlieren | ?        | FFC Seebach   |

### Finale
|              | Ergebnis |           |
| ------------ | -------- | --------- |
| FC Schlieren | 4:1      | FC Bülach |

### Spiel um Platz 3
|             | Ergebnis |               |
| ----------- | -------- | ------------- |
| FFC Seebach | 2:0      | FC Diepoldsau |

## Weitere Turniere
Das Regionalturnier wurde von Phönix Seen gewonnen, die sich im Finale gegen den FC Windisch mit 5:1 durchsetzten.